# Keynesianska korsmodellen
Den Keynesianska korsmodellen beskrevs av John Maynard Keynes och används inom nationalekonomi. 

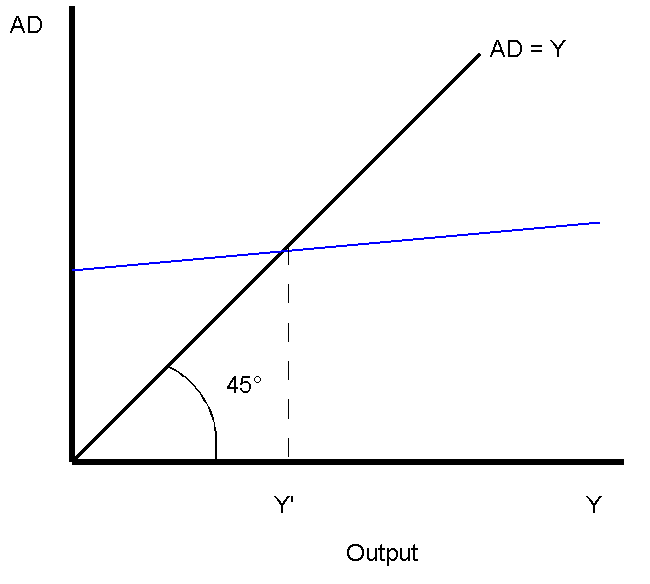
Keynesianska korsmodellen

Korsmodellen ställer aggregerad efterfrågan (AD) mot utbudet i form av BNP. Ekonomin strävar mot jämvikt vilket i grafen representeras av Y = AD(Y) och utgår från antagandena att: 
- Allt är i reala storlekar – priserna antas konstanta
- Konsumtionen varierar med den disponibla inkomsten
- När disponibla inkomsten stiger, stiger konsumtionen men inte lika mycket som inkomsten
- Den marginella konsumtionsbenägenheten (MPC) är mindre än 1.

Modellen består av BNP på den horisontella och aggregerad efterfrågan på den vertikala axeln – normalt ritas en 45-gradig vinkel för att spegla var Y = AD.
Man kan se det som att BNP är utbudet och AD efterfrågan där Ypotentiell motsvarar hur mycket som tillverkas nu och Yjämvikt är det optimala utbudet för företagen i form av vinst och lagerhållning.
Ekonomin strävar alltid mot Yjämvikt då utbudet = efterfrågan. 
Om potentiell BNP (Ypotentiell) < jämvikts-BNP (Yjämvikt ) så är AD > Y 
och då uppstår ett inflationsgap vilket innebär att det efterfrågas mer än det tillverkas. 
Differensen AD – Y motsvarar då den ofrivilliga lagerminskning som uppstår.
Om däremot Ypotentiell > Yjämvikt så är Y > AD och då uppstår ett deflationsgap vilket leder till arbetslöshet. Det tillverkas mer än det efterfrågas och företagen kommer minska produktionen. 
Differensen Y – AD motsvarar den ofrivilliga lagerökning som då uppstår.
Den koefficient som bestämmer lutningen av AD-kurvan kallas multiplikatorn. Multiplicerat med förändringen i autonom efterfrågan ger multiplikatorn vad förändringen i BNP blir. 
ΔY = multiplikator * ΔAD(autonom). Multiplikatorn bestäms av den marginella utgiftsbenägenheten, d.v.s. hur stor andel av varje intjänad krona som en konsument är villig att lägga på konsumtion.